# Niska piłka
Niska piłka (ang. low ball) – w psychologii społecznej: jedna z sekwencyjnych technik wpływu społecznego, która polega na przedstawieniu początkowo niezwykle korzystnej oferty, która po czasie, gdy podmiot wykaże zainteresowanie i zaangażuje się w działanie, zmieniana jest na gorszą. Technika używana jest (często intuicyjnie) w wielu sytuacjach biznesowych, socjalnych i osobistych. Badania nad wariacją niskiej piłki, nazywanej „przynętą” (ang. the lure), wykazują, że metoda może być skuteczna nawet wtedy, gdy pierwotna oferta zmieniona zostaje na zupełnie inną.
Kluczowe w tej technice jest wywołanie zaangażowania klienta, w czym pomaga inna technika manipulacji – technika scenariusza.

## Przykład użycia
Przed jej prawnym zakazaniem, technika często była używana przez sprzedawców samochodów w USA. Klientowi przedstawiano niezwykle korzystną finansowo ofertę, tak by zainteresował się nią i zaczął rozmawiać o warunkach kupna, ubezpieczenia czy danych technicznych pojazdu; zachęcano go również do jazdy próbnej. W momencie, gdy klient decydował się na zakup, okazywało się, że oferta jest nieaktualna lub mniej korzystna: ktoś inny zdążył już kupić ten samochód, zmieniła się cena lub sprzedawca zapomniał, że oferta nie obejmuje części wyposażenia lub akcesoriów, za które należy dopłacić. Mimo że pierwotna przyczyna (niska cena), która wzbudziła zainteresowanie została usunięta, to klient, któremu samochód się spodobał (i najpewniej sam znalazł kilka powodów usprawiedliwiających decyzję), częściej dokonywał zakupu.

## Mechanizmy psychologiczne wyjaśniające skuteczność
- Zaangażowanie i konsekwencja – ludzie posiadają mniejszą lub większą potrzebę spostrzegania swoich zachowań i postaw jako spójnych (oraz by inni je tak oceniali). Nawet jeśli zmieniają się warunki osiągnięcia danego celu, podmiot może czuć się zobowiązany do kontynuacji rozpoczętych działań i realizacji podjętych zamierzeń[1][2][3][5].
- Efekt kontrastu – dodawanie drobnych elementów do pierwotnej oferty nie jest spostrzegane jako bardzo istotne. Jeśli samochód kosztuje 45000 złotych, to radio, kosztujące dodatkowo 700 złotych, wydaje się być relatywnie tanie[potrzebny przypis].
- Efekt utopionych kosztów – zainteresowany zainwestował swój czas i wysiłek w działanie. Wycofanie się mogłoby być spostrzegane jako strata, której można uniknąć poprzez kontynuowanie działania[potrzebny przypis].